# 2522 Triglav
A 2522 Triglav (ideiglenes jelöléssel 1980 PP) a Naprendszer kisbolygóövében található aszteroida. Zdenka Vávrová fedezte fel 1980. augusztus 6-án.